# فینال جام حذفی فوتبال انگلستان ۱۹۲۰

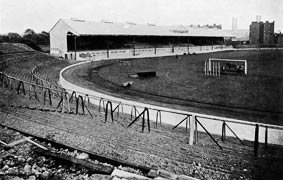
محل بازی فینال، ورزشگاه استمفورد بریج در سال ۱۹۰۵

فینال جام حذفی فوتبال انگلستان ۱۹۲۰، رقابت پایانی جام حذفی فوتبال انگلستان در سال ۱۹۲۰ میلادی است که مابین دو تیم باشگاه فوتبال استون ویلا و باشگاه فوتبال هادرسفیلد تاون در ورزشگاه استمفورد بریج لندن برگزار شده‌است.
این مسابقه که در تاریخ ۲۴ آوریل ۱۹۲۰ انجام شده‌است با نتیجه ۱ بر ۰ به سود تیم باشگاه فوتبال استون ویلا به پایان رسید.